# Robert Kościelniakowski
Robert Kościelniakowski (* 3. května 1964 Varšava, Polsko) je bývalý polský sportovní šermíř, který se specializoval na šerm šavlí. Polsko reprezentoval v osmdesátých a devadesátých letech. Na olympijských hrách startoval v roce 1988 a 1992 v soutěži jednotlivců a družstev. V roce 1987 obsadil třetí místo na mistrovství světa v soutěži jednotlivců. S polským družstvem šavlistů vybojoval v roce 1986 druhé místo na mistrovství světa.